# Ru d'Orgeval
Le ru d'Orgeval appelé aussi ru d'Abbecourt, ou ru de Russe est formé de différentes sources coulant du sud vers le nord et qui se rejoignent à Orgeval pour former ce ruisseau orienté vers le nord-ouest et qui rejoint la Seine aux Mureaux après son passage à Morainvilliers, Ecquevilly et Chapet.

## Géographie
De 15,9 km de longueur, le ruisseau d'Orgeval prend source sur la commune d'Orgeval, à 172 m d'altitude, au lieu-dit Fonds Saint-Gilles, entre la forêt départementale des Flambertins et le bois d'Abbecourt, et s'appelle dans cette partie haute le ru de Russe.
Le ru d'Orgeval conflue en rive gauche de la Seine sur la commune des Mureaux à 20 m d'altitude.

### Communes traversées
Dans le seul département des Yvelines, le ru d'Orgeval traverse les cinq communes suivantes, dans le sens amont vers aval, d'Orgeval (source), Morainvilliers, Ecquevilly, Chapet, Les Mureaux (confluence).
Soit en termes de cantons, le ru d'Orgeval prend source dans le canton de Verneuil-sur-Seine, conflue dans le canton des Mureaux, le tout dans les arrondissements de Saint-Germain-en-Laye et de Mantes-la Jolie.

### Bassin versant
Le ru d'Orgeval traverse une seule zone hydrographique « la Seine du confluent de l'Oise (exclu) au confluent de l'Aubette (exclu) » (H300) de 60 879 km2.

## Affluents
Le ru d'Orgeval a trois affluents référencés :
- le ru de Bréval (rg), 2,6 km sur les deux communes d'Orgeval (source) et Morainvilliers (confluence) ;
- le ru de la Vallée Maria (rg), 1,5 km sur la seule commune de Morainvilliers ;
- le ru des Fonds de Romainville (rg), 1,5 km sur la seule commune d'Ecquevilly[1].

Le rang de Strahler est donc de deux.

## Historique
Depuis les années 1970, le ru d'Orgeval était canalisé sur toute sa traversée des Mureaux. Dans le cadre de la création de l'écoquartier Molière, la commune a remis à ciel ouvert le ru d'Orgeval sur près de 500 mètres de long.